# Axiopsis baronai
Axiopsis baronai är en kräftdjursart som beskrevs av Squires 1977. Axiopsis baronai ingår i släktet Axiopsis och familjen Axiidae. Inga underarter finns listade i Catalogue of Life.